# Hednota macrogona
Hednota macrogona là một loài bướm đêm trong họ Crambidae.